# 堪察加彼得罗巴甫洛夫斯克航空251号班机空难 (2021年)
|  |

堪察加彼得罗巴甫洛夫斯克航空251号班机（Petropavlovsk-Kamchatsky Air Flight 251，PTK251) 是一架安托諾夫An-26。2021年7月6日，安托諾夫An-26在从堪察加彼得罗巴甫洛夫斯克飞往帕拉纳的途中坠毁，机上28人全部遇难。

## 背景
事故飞机是一架安托諾夫An-26，注册号RA-26085，MSN12310，隸屬於堪察加航空。該架飛機于1982年首次飞行。

## 墜毀
251号班机是一个俄羅斯国内定期客运航班，事發當天从堪察加彼得罗巴甫洛夫斯克的堪察加彼得罗巴甫洛夫斯克機場飞往俄罗斯帕拉纳的帕拉纳机场。该航班于当地时间12:57（00:57 UTC）从堪察加彼得罗巴甫洛夫斯克起飞，計畫于当地时间15:05（03:05 UTC）降落在帕拉纳。
飞机在在距离帕拉纳机场约10公里（6.2英里）時失去联系。當時失聯處為多云天氣。
事發後，俄羅斯聯邦緊急情況部派出一架直升机搜尋，并在地面部署搜索小组后，发现了坠机地点以及飛機殘骸。机上28人全部遇难。